# Церковь Святого Эгидия (Любек)
Церковь Святого Эгидия в Любеке (Эгидиенкирхе, нем. Aegidienkirche или нем. St.-Aegidien-Kirche) — протестантская церковь в восточной части центра города Любек (Шлезвиг-Гольштейн); являлась центром квартала ремесленников — сегодня район Эгидиен. Впервые упоминается в документе от 1227 года: первое деревянное здание церкви было возведено в период между 1172 и 1182 годами — при епископе Генрихе I, который ранее был настоятелем бенедиктинского монастыря Святого Эгидия в Брауншвейге. Сыграла роль в начале Реформации в городе: в 1530 году её пасторы Андреас Вильмс и Вильгельм Антони первыми признали новую доктрину, а пастор Иоганн дер Эрде «был первым священником в Любеке, который женился в том же году». Современное здание имеет характерные черты северогерманской кирпичной готики.

## История и описание
Деревянная церковь Святого Эгидия (Эгидиенкирхе) в Любеке была построена между 1172 и 1182 годами. В связи с бедностью местной общины, приход не мог себе позволить собственного священника: до Реформации церковь оставался под контролем ближайшего кафедрального капитула, который предоставлял пастора и назначал проповедников. В связи с началом Реформации в Любеке церковь сыграла роль в распространении нового учения: после того, как её пасторы Андреас Вильмс и Вильгельм Антони первыми признали новую религиозную доктрину вскоре после Пасхи 1530 года, пастор Иоганн дер Эрде «был первым священником в Любеке, который женился в том же году».
Трехнефный зальных храм, характерный для периода кирпичной готики, первоначально был однонефным. В районе башни-колокольни обнаружены следы первой романской каменной церкви, впервые упомянутой в документах за 1227 год. Центральный неф имеет высоту 15,3 метра при ширине около 8,5 метров. Как с южной, так и с северной стороны к зданию были пристроены часовни. Хор был построен в первой половине XV века — завершен около 1446 года. Самый старый из сохранившихся предметов убранства — барельеф с Христом восседающим на троне; композиция в позднем романском стиле была, вероятно, создана во второй половины XIII века. Во время авианалета на Любек в марте 1942 года церкви не было нанесено серьёзного ущерба: ударная волна разрушила все окна и витражи.